# بیورن والدگورد
بیورن والدگورد (سوئدی: Björn Waldegård; ۱۲ نوامبر ۱۹۴۳ – ۲۹ اوت ۲۰۱۴) راننده رالی اهل سوئد بود. وی در تیم‌هایی همچون تویوتا موتوراسپورت، تیم رالی جهانی فورد، مرسدس بنز و فیات اتومبیلز عضویت داشته است. والدگورد در سال ۱۹۷۹ قهرمان رالی قهرمانی جهان شده است.